# مات ويلسون (رسام توضيحي)
مات ويلسون (بالإنجليزية: Matt Wilson)‏ هو رسام توضيحي أمريكي، ولد في 1981.